# ساج
الساج أو التيك أو الدلب الهندي (باللاتينية: Tectona) هو جنس من النباتات يتبع الفصيلة الشفوية من رتبة الشفويات. وهو نوع من الشجر الاستوائي ذو أخشاب صلبة، ينمو في جنوب وجنوب شرق قارة آسيا خاصة الهند، أندونيسيا، ماليزيا، وبورما، لكنه يتم زراعته في بلدان عديدة في أفريقيا وجزر الكاريبي. وتنتج بورما وحدها ما يعادل ثلث الإنتاج العالمي من خشب الساج.

## أنواع الساج
- ساج كبير (الاسم العلمي:Tectona grandis)
- ساج هاملتوني (الاسم العلمي:Tectona hamiltoniana)
- ساج فليبيني (الاسم العلمي:Tectona philippinensis)